# Kremnica
Kremnica (in tedesco: Kremnitz, in ungherese: Körmöcbánya) è una città della Slovacchia facente parte del distretto di Žiar nad Hronom, nella regione di Banská Bystrica.
La città medievale, ben preservata, è stata costruita sopra un'importante miniera d'oro. Qui si trova la più antica zecca ancora in funzione del mondo.

## Storia
Durante il Medioevo e nell'Età moderna, Kremnica fu tra le principali città minerarie del mondo. La prima prova dell'esistenza di una miniera sotterranea risale al IX secolo.
Nel XIII secolo gli abitanti di quest'area furono colpiti dall'invasione dei mongoli: dopo l'evento disastroso, il re d'Ungheria invitò nuovi coloni dalla Germania, per rimpolpare la popolazione decimata. Si crede che proprio questi tedeschi siano stati i principali artefici della ripresa delle attività minerarie nella città. La prima prova scritta dell'esistenza della città risale al 1328, quando alla città furono garantiti i "privilegi da città" dal re Carlo I d'Ungheria.
La zecca della città è conosciuta per non aver mai fermato la sua produzione: dal 1335 coniò i ducati di Kremnica, che venivano utilizzati come mezzo internazionale di pagamento per l'elevata purezza dell'oro. La zecca era la più importante in assoluto e in seguito divenne l'unica del Regno d'Ungheria, della Cecoslovacchia e della Slovacchia: la prosperità della città la portò ad essere chiamata "Kremnica d'oro".
Nel 1331 Kremnica divenne la sede di una contea, che era capo delle più importanti miniere e zecche del regno: il conte amministrava tutte le miniere e le zecche di dodici comitati del regno.
Alla fine del XIV secolo Kremnica divenne la principale delle città minerarie dell'Alta Ungheria centrale: la produzione annuale di oro e argento garantì lo sviluppo della città. Nel XV secolo Kremnica divenne la seconda città più importante del Regno d'Ungheria: i deputati della città occupavano il secondo posto della Dieta Ungherese (il primo posto era riservato ai deputati di Buda, la capitale).
La produzione di oro e monete a Kremnica culminò nel XIV e XV secolo; nel XVI secolo la città divenne il principale centro di produzione delle medaglie (soprattutto religiose), specialmente per opera di Joachim Deschler. Nello stesso tempo, le miniere dovettero spostarsi più in profondità e le condizioni di lavoro peggiorarono, a causa della presenza delle falde acquifere: i costi aumentarono e l'attività divenne meno proficua. In questo periodo, l'arcidiocesi di Esztergom riguadagnò il diritto di supervisionare la zecca, grazie all'opera di Nicolaus Olahus.
L'ultimo oro fu estratto nel 1970, data dopo la quale tutte le miniere furono chiuse.

## Il castello di Kremnica e altri luoghi d'interesse

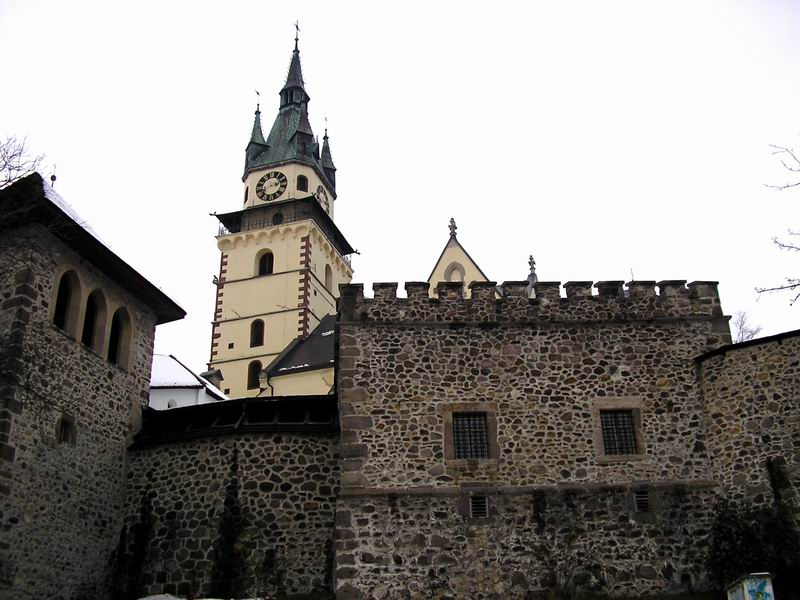
Castello di Kremnica

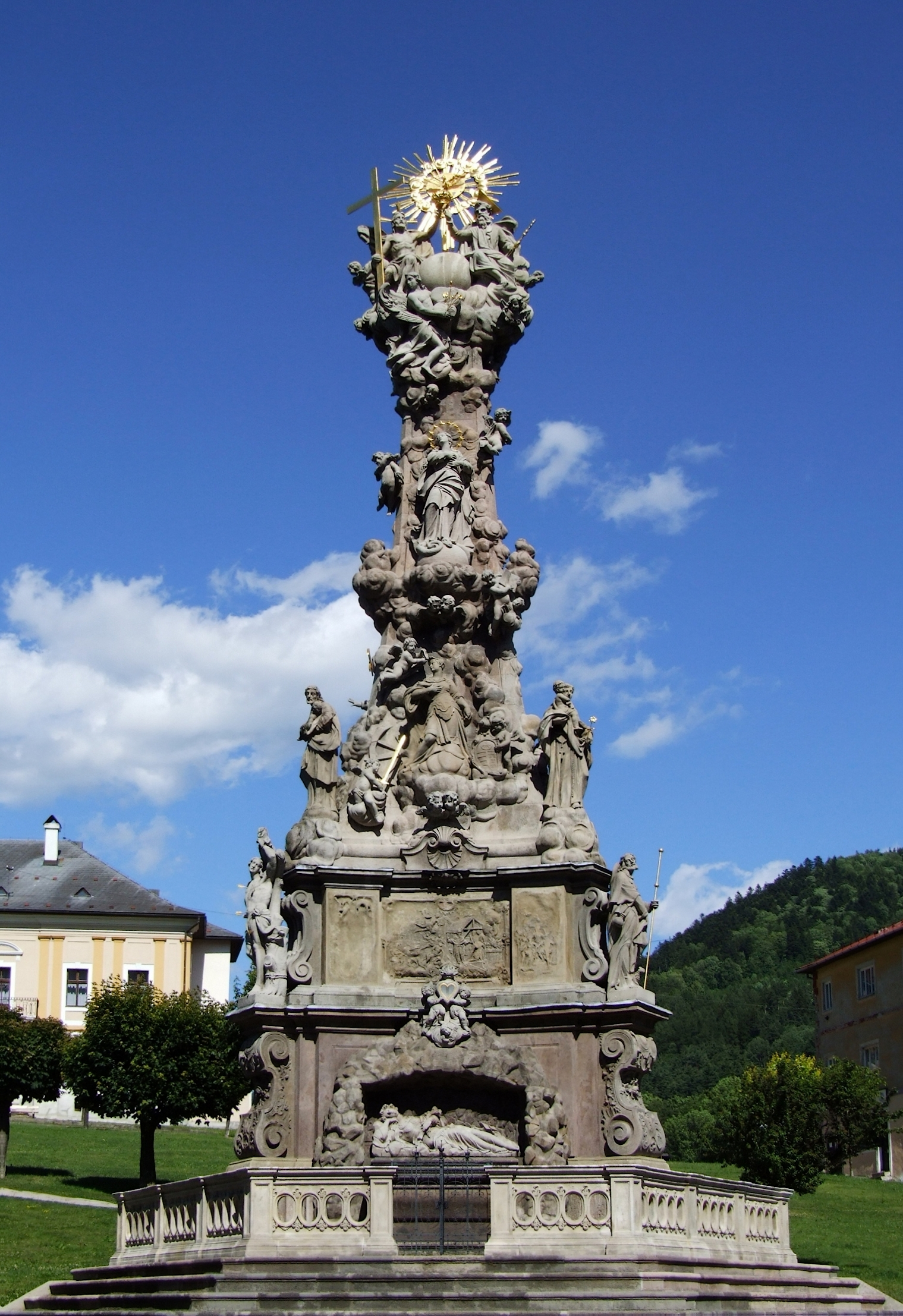
La Colonna della Trinità.

Il castello costruito dal XIII al XV secolo domina la città. Nella prima parte del XIV secolo, divenne la residenza del Conte della città: fu subito fortificato con una doppia muraglia che conteneva diverse torri e bastioni. Il castello rappresenta l'unico esempio di preservazione di un sistema di fortificazioni nell'Europa centrale. Nel XIV secolo si sviluppò in un complesso di palazzi multifunzionali e divenne pertanto il centro dell'amministrazione locale, della vita religiosa e ovviamente della difesa. Alla fine del XV secolo il conte si spostò in un nuovo edificio.
Il sito include anche il Museo delle Monete e delle Medaglie, il Museo dello Sci e una piazza storica con la monumentale Colonna della Trinità, barocca, del 1765-72. La chiesa di Santa Caterina gotica ospita il popolare Festival europeo dell'organo. Un acquedotto del XV secolo lungo 20 km è ancora in funzione, e fornisce acqua a tre centrali idroelettriche (una delle quali situata a 245 metri sotto il suolo). Le montagne ricche di foreste intorno alla città sono ideali per le passeggiate e per i tracciati sciistici.
Alcuni studiosi sostengono che il centro geografico dell'Europa si trovi a Krahule, villaggio vicino a Kremnica.

## Amministrazione

### Gemellaggi
- Fidenza,  Italia
- Herbolzheim,  Germania
- Kutná Hora,  Rep. Ceca
- Nový Jičín,  Rep. Ceca
- Šurany,  Slovacchia
- Várpalota,  Ungheria